# Olympus E-3
Olympus E-3 – lustrzanka cyfrowa wyprodukowana przez japońską firmę Olympus. Aparat po raz pierwszy został zaprezentowany w 2007 roku i do 2010 roku był sztandarowym produktem marki. Jego następcą został Olympus E-5. E-3 jest aparatem cyfrowym systemu Cztery Trzecie (4/3) i jest kompatybilny ze wszystkimi obiektywami tego standardu.